# Psorosa mediterranella
Psorosa mediterranella is een vlinder uit de familie snuitmotten (Pyralidae). De wetenschappelijke naam is voor het eerst geldig gepubliceerd in 1953 door Amsel.
De soort komt voor in Europa.